# Encentrum longidens
Encentrum longidens är en hjuldjursart som beskrevs av Donner 1943. Encentrum longidens ingår i släktet Encentrum och familjen Dicranophoridae. Inga underarter finns listade i Catalogue of Life.